# Love Never Felt So Good
Love Never Felt So Good è una canzone dell'artista statunitense Michael Jackson, registrata in versione demo nel 1980 e pubblicata come primo singolo dell'album postumo Xscape il 2 maggio 2014.
Il brano è stato pubblicato in tre versioni diverse: la versione originale, contenuta nel CD 2 della Deluxe Edition dell'album, e due versioni rivisitate dal produttore statunitense Timbaland; la Xscape Version, in cui è presente solo la voce di Michael Jackson, e la Remix Version, in cui il re del pop duetta virtualmente con Justin Timberlake.
La canzone è stata lanciata in anteprima mondiale il 1º maggio 2014 durante la serata degli iHeartRadio Music Awards.

## Il brano
Love Never Felt So Good è stata scritta da Michael Jackson in collaborazione con il cantante canadese Paul Anka, e registrata in versione demo nel 1980 circa, approssimativamente nello stesso periodo delle altre due collaborazioni tra Jackson e Anka, ovvero This Is It (intitolata inizialmente I Never Heard) e Don't Matter to Me (intitolata inizialmente It Don't Matter to Me). La versione originale presenta solamente la voce di Jackson seguita da schiocchi di dita e un pianoforte suonato da Anka. Per questioni burocratiche, i due cantanti non riuscirono a ultimarla e pubblicarla in nessuno dei loro album e venne pertanto ceduta e pubblicata per la prima volta nel 1984 dal cantante statunitense Johnny Mathis nel suo album Special Part of Me, con un nuovo testo scritto da Paul Anka e Kathleen Wakefield. La demo originale di Jackson iniziò a circolare online già nel 2006.
Dopo la morte di Michael Jackson nel 2009, si riaccese l'attenzione sulla musica inedita del cantante e, nel 2010, il co-esecutore dell'Estate of Michael Jackson, John McClain e il compositore olandese, Giorgio Tuinfort, rielaborarono il brano e lo presero in considerazione per essere inserito in Michael, il primo album postumo di Jackson, ma venne infine scartato dalla tracklist finale. Lo stesso anno, questa versione iniziò a circolare illegalmente in rete. Nel 2014, la canzone originale venne scelta per essere inserita nel secondo album in studio postumo del cantante, Xscape, oltre ad una nuova versione rivisitata dal produttore statunitense Timbaland nel quale è presente il featuring di Justin Timberlake. La versione del brano con Timberlake include anche percussioni e respiri campionati dalla canzone di Jackson del 1979 Workin' Day and Night, proveniente dall'album Off the Wall.
Il 1º maggio 2014, la canzone venne lanciata in anteprima mondiale sul palco degli iHeartRadio Music Awards. La presentazione venne accompagnata da un'esibizione di ballo del cantante statunitense Usher.
Il 10 maggio 2014, Danny Howard nel suo show "Dance Anthems with Danny Howard" sull'emittente radio BBC Radio One presentò in anteprima mondiale il remix ufficiale realizzato da Fedde Le Grand.

## I video musicali
Vennero prodotti due diversi videoclip per il brano: uno per la versione in duetto con Tiberlake e uno per la versione solista. Il primo video venne diretto da Rich Lee e Justin Timberlake, e venne presentato in anteprima il 14 maggio 2014 durante un episodio del The Ellen DeGeneres Show e caricato successivamente su YouTube, sul canale Vevo di Michael Jackson. Il video vede protagonisti Justin Timberlake, un gruppo di ragazzi e un gruppo di ballerini che ballano eseguendo passi di danza del Re del pop, molti dei quali tratti dai suoi video più iconici, dei quali vengono riproposte anche alcune location, come la sala biliardo del video di Beat It e la stazione metropolitana di quello di Bad, e viene anche ricordata la partecipazione dell'attore Vincent Price come voce narrante in Thriller, tramite una insegna luminosa di un cinema simile a quello visto all'inizio di quel video; Michael Jackson appare nel videoclip tramite immagini di repertorio tratte da alcune scene dei suoi precedenti video musicali, tra i quali: ABC, Blame It on the Boogie, Don't Stop 'Til You Get Enough, Billie Jean, Beat It, Thriller, Bad, Smooth Criminal, The Way You Make Me Feel, Speed Demon, Liberian Girl, Another Part of Me, Jam, Black or White, Remember the Time, In the Closet e Blood on the Dance Floor. Un mese dopo, venne caricato sul canale YouTube ufficiale di Jackson un secondo video musicale della canzone, questa volta per accompagnare la versione da solista. La traccia audio, sebbene molto simile, non è la stessa della versione dell'album; presenta infatti una traccia di basso diversa, una traccia di chitarra diversa, un piano elettrico, un flauto, schiocchi e battiti di mani rielaborati e lievi modifiche nel missaggio per quanto riguarda l'audio. Sono state apportate anche piccole modifiche alla forma della canzone, inclusa l'alterazione dell'armonia della seconda strofa. Il video musicale è costruito utilizzando, in parte, alcune scene di ballerini che ballano sui set ricostruiti per il video precedente alternati a immagini di repertorio di Jackson tratti da altri video musicali del cantante, ai quali si aggiungono, assieme a quelli già visti nella versione precedente, spezzoni di video come quelli per Dirty Diana e You Rock My World, insieme ad alcune delle esibizioni dal vivo di Jackson, come quelle per Billie Jean.

## Accoglienza e critica
Al momento della sua uscita, Love Never Felt So Good ha ricevuto recensioni positive dalla critica. Sorpresa dalla qualità della canzone, Aisha Harris della rivista Slate ha scritto che la versione di Timberlake «suona come uscita da Off the Wall» e ha ulteriormente commentato: «Se i produttori pubblicheranno più musica di MJ, speriamo che continui ad essere così bella».
Chris Richards del Washington Post ha definito l'interpretazione solista di Jackson «fantastica. È ariosa, dolce, funky e praticamente impossibile da non amare».
Gavin Edwards di Rolling Stone ha scritto: «Anche se non è alla pari dei migliori lavori di Jackson, sembra come se il brano avrebbe potuto facilmente essere il sesto singolo di Bad, il che è più impressionante di quanto sembri».
Il The Guardian descrisse Love Never Felt So Good come «gioiosa disco music tenuta insieme da risonanti note gravi di piano e archi che si librano in volo», definendo Jackson come «il principale genio del pop».
Jon O'Brien di Yahoo! ha commentato: «L'elegante disco-soul di questo singolo avrebbe potuto facilmente essere preso da Off the Wall o Thriller».
In ambito italiano, invece, a commentare positivamente su tutti è stato il quotidiano Panorama scrivendo: «Love Never Felt So Good è un singolo micidiale già dalle prime note. L'ennesima occasione per ribadire che un artista come Michael Jackson non è sostituibile. Un brano dance old school».

## Classifiche

### Classifiche settimanali
| Classifica (2014) | Posizione massima |
| ----------------- | ----------------- |
| Australia         | 1                 |
| Austria           | 1                 |
| Francia           | 1                 |
| Germania          | 1                 |
| Italia            | 4                 |
| Lussemburgo       | 6                 |
| Regno Unito       | 8                 |
| Stati Uniti       | 9                 |

### Classifiche di fine anno
| Classifica (2014) | Posizione |
| ----------------- | --------- |
| Italia            | 54        |